# Giovanni Papapietro
Giovanni Papapietro (ur. 9 stycznia 1931 w Mola di Bari, zm. 25 maja 2005 w Bari) – włoski polityk i samorządowiec, poseł do Parlamentu Europejskiego I i II kadencji.

## Życiorys
Urodził się w rodzinie z klasy średniej w Apulii. W 1955 ukończył studia z literaturoznawstwa. Pracował następnie jako edytor w wydawnictwie Editori Laterza i w fundacji imienia Niccolò Piccinniego, a także jako urzędnik. Opublikował też dwie książki, a także liczne artykuły dotyczące zwłaszcza południa Włoch i relacji komunizmu do chrześcijaństwa. W 1956 zaangażował się w działalność polityczną w ramach Włoskiej Partii Komunistycznej. Doszedł w niej szybko do krajowego zarządu i został sekretarzem struktur w Bari. W latach 60. był członkiem rady miejskiej Bari i rady prowincji Bari, zaś od 1970 do 1979 zasiadał w radzie regionu Apulia.
W 1979 i 1984 wybierano go posłem do Parlamentu Europejskiego, przystąpił do Grupy Sojuszu Komunistycznego. Został wiceprzewodniczącym Komisji ds. Młodzieży, Kultury, Edukacji, Informacji i Sportu (1984–1989), należał też m.in. do Komisji ds. Rolnictwa, Rybołówstwa i Rozwoju Wsi oraz Komisji ds. Instytucjonalnych. Po rozwiązaniu PCI związał się z Demokratyczną Partią Lewicy.